# Ochthebius quadrifossulatus
Ochthebius quadrifossulatus är en skalbaggsart som beskrevs av Joseph Waltl 1835. Ochthebius quadrifossulatus ingår i släktet Ochthebius och familjen vattenbrynsbaggar. Inga underarter finns listade i Catalogue of Life.